# Lipina (Mladoňovice)
Lipina je malá vesnice, část obce Mladoňovice v okrese Chrudim. Nachází se asi 2 km na východ od Mladoňovic. Prochází zde silnice II/340. V roce 2009 zde bylo evidováno 6 adres. V roce 2001 zde trvale žilo 7 obyvatel.
Lipina leží v katastrálním území Deblov o výměře 5,51 km2.